# Droogdal

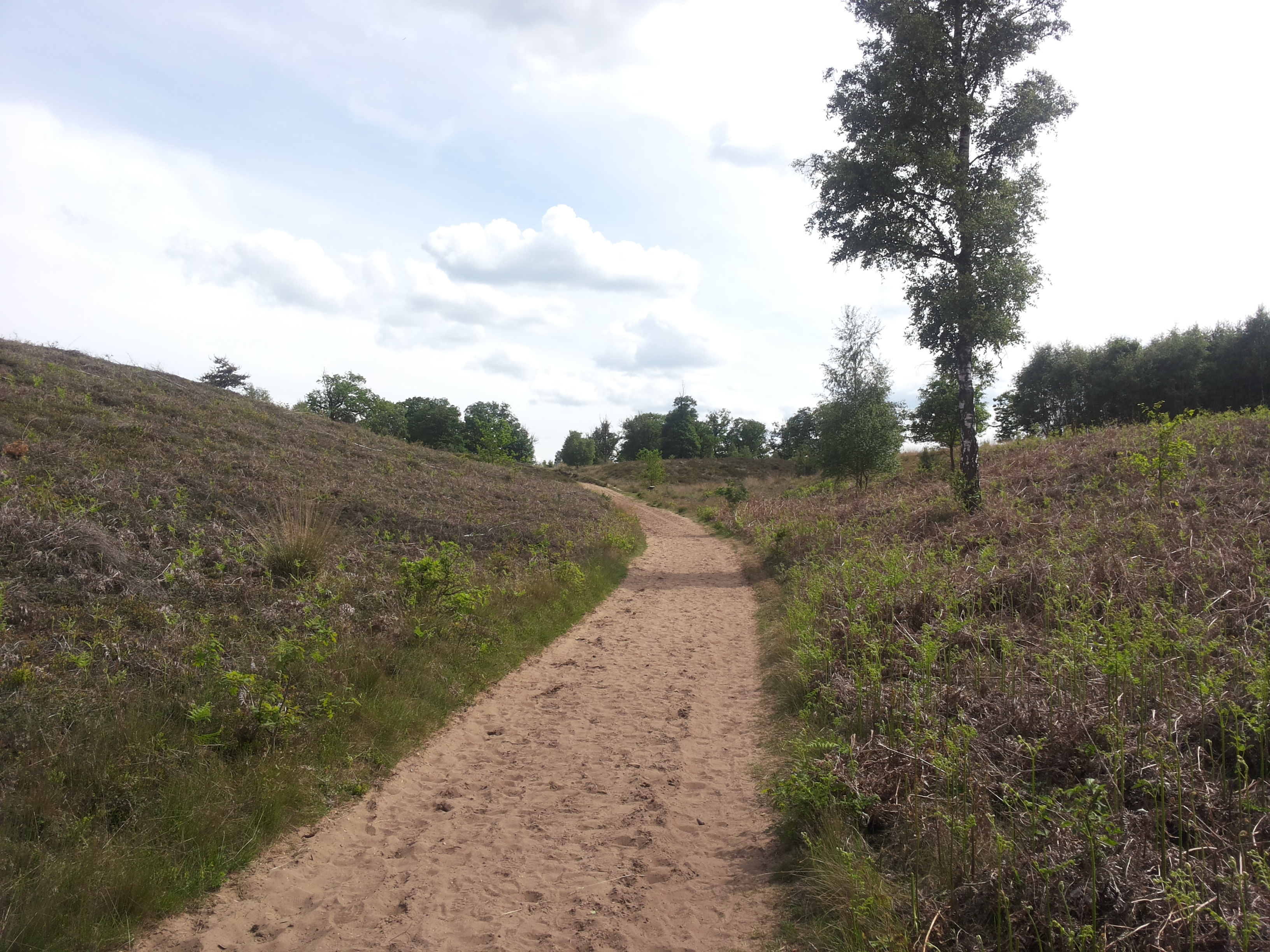
Droogdal Het Nest, Sallandse Heuvelrug

Een droogdal of grub is een langgerekte laagte die aan een beekdal doet denken maar die ontstaan is door de erosie van afstromend regenwater of, zoals in stuwwallen, door afstromend smeltwater. Slechts bij aanzienlijke regenval of door, zoals in stuwwallen, de aanwezigheid van bronnetjes is een droogdal soms watervoerend.

## Nederland
In Nederland komen droge dalen voor in Zuid-Limburg en in België onder meer in Droog-Haspengouw en de Voerstreek. Soms loopt er een zogeheten holle weg door de grub, maar een grub en een holle weg zijn niet identiek. Onder meer in het Savelsbos liggen bekende grubben. Zij geven aan steile hellingen een grillig karakter, daar ze soms diep in het bovenliggend plateau insnijden.
In stuwwallen, zoals de Veluwe, de Utrechtse Heuvelrug en de Nederrijnse Heuvelrug zijn  de droogdalen in de voorlaatste ijstijd en de  laatste ijstijd ontstaan. Doordat gedurende de beide ijstijden de bodem permanent bevroren was, permafrost, kon smeltwater van sneeuw en van de gletsjertongen niet in de zandige ondergrond wegzakken. Het water sleet geulen in de hard bevroren ondergrond en vormde zo dalen. Als in het voorjaar en in de zomer de toplaag van een bevroren bodem ontdooide ontstonden modderstromen. Door dit proces van solifluctie werden de dalen deels opgevuld en ontstonden sanders. De toen gevormde dalen staan nu bijna allemaal droog want in de grove zandgrond zakt water, nu de ondergrond niet meer bevroren is, meteen weg.

### Voorbeelden
- Zuid-Limburg
  - Siekendaal
  - Klingendal
  - Vosgrub
  - Droogdal van Colmont
  - Droogdal van Kunrade
  - Gerendal
  - Kleingracht
  - Engwegengrub
  - Droogdal van de Kleine en Lange Zouw
  - Poppelmondedal
  - Herkenradergrub
  - Sibbersloot
  - Koelbosgrub
  - Schone Grub
  - Scheggelder Grub
  - Dorregrubbe
  - Horstergrub
  - Watersleijergrub
  - Gronzedelle
- Stuwwal droogdalen
  - Het Zevendal, een smeltwaterdal waarvan de oorsprong op het stuwwalplateau ligt. Het is een van de grootste droogdalen van het stuwwalgebied Nederrijnse Heuvelrug en loopt vanaf het stuwwal plateau naar het Maasdal bij Plasmolen ten zuidoosten van de Mookerheide.
  - Het Kraaiendal, een diep ingesleten droogdal dat vanaf het stuwwalplateau bij Groesbeek naar het zweefvliegveld op de sandr bij Malden loopt. De sandr, waarop nu het zweefvliegveld ligt, is in de voorlaatste ijstijd  mede gevormd door bodemmateriaal dat bij de dalvorming van dit droogdal uitspoelde.
  - De Adolfsschlucht, die vanaf het stuwwalplateau bij Kleve naar het Rijndal loopt. De Adolfsschlucht is een schitterend voorbeeld van een diep ingesneden droogdal met zeer steile hellingen. Deze steile hellingen zijn het gevolg van het grote hoogte verval dat ontstond toen de Rijn in en na de laatste ijstijd de stuwwal ondergroef en gedeeltelijk wegspoelde waarbij de Gelderse Poort ontstond.